# Бомбардировка Кобе
Бомбардировка Кобе (Воздушные налеты на Кобе) — общий термин для обозначения стратегических бомбардировок и неизбирательных атак с воздуха на город Кобе и прилегающие районы, неоднократно проводившиеся Военно-воздушными силами Армии США в конце Второй мировой войны. Его также используют для обозначения бомбардировок 17 марта 1945 года и 5 июня 1945 года в частности.

## Общие сведения
Кобе и его окрестности подверглись ста двадцати восьми воздушным атакам, от крупных до мелких, в течение около восьми месяцев с 3 января 1945 года до конца войны. Особенно выделяется бомбардировка 4 февраля, которая была экспериментальной атакой зажигательными бомбами с целью изменить американскую систему ведения бомбардировок. Тогда атаке подверглись в основном районы Хёго-ку, Хаясида-ку и Минато Хигаси-ку.
До рассвета семнадцатого марта центрально-западная часть города Кобе, включая районы Хёго-ку, Хаясида-ку и Татиаи-ку, подверглась разрушительным ударам. Кроме того, в результате воздушного налета одиннадцатого мая район Нада-ку и округ Муко (который после войны стал районом Хигасинада-ку) подверглись сильным разрушениям. Вдобавок к этому, во время воздушного налёта 5 июня была разбомблена обширная территория: от города Таруми в районе Сума-ку на западе до города Нисиномия, на востоке.
В результате, восточная часть города Кобе и уезд Муко, которые до этого не понесли значительного ущерба, были выжжены, а город Кобе после этих трёх воздушных налетов был разгромлен практически полностью. Пострадал 21 % городской территории вокруг Кобе, было повреждено 141983 дома, пострадало 530858 человек, 7491 человек погиб и 17002 человека получили ранения. Однако эти данные не являются окончательными, и реальное число жертв, по некоторым оценкам, было гораздо выше.

## Ситуация после военного поражения
14 марта 1946 года был утвержден «основной план-схема реконструкции города Кобе» и представлены планы восстановления районов, пострадавших от военных разрушений. В этих планах город Кобе был определен, как «международный торговый город». К этому определению также были добавлены такие характеристики как «город торговли и промышленности», «город культуры», «туристический город» — именно они лежат в основе формирования современного Кобе.